# Andreas Palaiologos

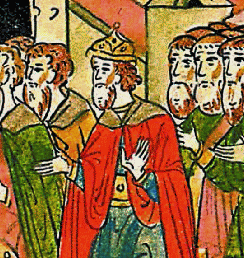
Andreas op bezoek bij zijn zus in Rusland

Andreas Palaiologos (1453-1502) was de oudste zoon van Thomas Palaiologos en kleinzoon van de Byzantijnse keizer Manuel II Palaiologos. Zijn oom Constantijn XI Palaiologos Dragases was de laatste keizer van het Byzantijnse Rijk en sneuvelde tijdens het Beleg en val van Constantinopel (1453). Zijn vader samen met zijn broer Demetrios regeerden over het Despotaat van Morea tot het in 1460 werd veroverd door de Ottomanen.
Het gezin vluchtte eerst naar Korfoe en daarna naar Italië. Zijn vader stierf in Rome in 1465, Andreas was twaalf jaar oud. Zonder inkomen hield hij zich op tussen de andere Byzantijnse vluchtelingen in de stad. Toen sultan Mehmet II stierf in 1481 brak er een troonstrijd uit tussen zijn twee zoons Cem en Bayezid. Andreas, de oudste nog levende Paleoloog, haalde de keizerstitel uit de kast en ging onder andere bij de paus gaan lobbyen voor een kruistocht tegen de Ottomanen en het heropstarten van het Byzantijnse Rijk. Daar waren wel oren voor, zeker toen Cem onderdak kreeg bij Paus Innocentius VIII. Uiteindelijk zal de kruistocht nooit werkelijk worden.
Uit pure armoede verkocht hij zijn titel in 1494 aan koning Karel VIII van Frankrijk op voorwaarde dat er een kruistocht zou worden georganiseerd. Karel VIII stierf in 1498 zonder de voorwaarden te hebben voldaan. Andreas hernam zijn titel en zocht verder naar kandidaten voor zijn project. Hij stierf in armoede in 1502 in Rome.
Zijn zus Sophia Palaiologina was getrouwd met Ivan III van Moskou.